# E20
A E20 ou Estrada europeia 20 é uma estrada europeia que começa no Aeroporto de Shannon, na Irlanda, e termina em São Petersburgo, Rússia.
No seu trajeto, a E20 passa pela Irlanda, Grã-Bretanha, Dinamarca, Suécia, Estónia e Rússia. Tem 1 880 km de extensão.

## Percurso
- Shannon – Limerick – Dublim
- Liverpool – Manchester – Kingston upon Hull
- Esbjerg – Copenhague
- Malmö – Helsingborg – Halmstad - Gotemburgo – Örebro – Estocolmo
- Tallinn – Narva
- São Petersburgo